# ناوچه‌ای‌ها
ناوچه‌ای‌ها یا فیزالیا (نام علمی: Physalia) نام یک سرده از خانواده ناوچه‌ایان (Physaliidae) در راسته لوله‌داران است.
ناوچه‌ای‌ها متشکل از کلنی‌های چهار نوع پلیپ و مدوزای تخصص‌یافته هستند که بر سطح اقیانوس‌های اطلس، هند و آرام شناورند. هرچند این ارگانیسم‌ها به یک ارگانیسم چندیاخته منفرد شباهت دارند، هر یک از آنها عملاً یک کلنی از ارگانیسم‌های ریزی به نام زوئوید است که برای بقا ناچارند با همدیگر همکاری نزدیک داشته باشند. در بدن ناوچه‌ای‌ها یک پیشاب‌دان پر از گاز شبیه به یک بطری آبی‌رنگ باعث شناور ماندن آنها می‌شود. آنها شاخک‌های درازی از یاخته گزنده سمی دارند که با آن می‌توانند طعمه را شکار کنند. عضو بادبانی آن‌ها که ممکن است راست‌گرد یا چپ‌گرد باشد ناوچه‌ای‌ها را در دریا به جلو می‌برد. هر دو گونه ناوچه‌ای‌ها ظاهری شبیه به عروس دریایی دارند.
دو گونه این سرده عبارتند از:
- ناوچه پرتغالی
- ناوچه هندی